# 250. Infanterie-Division
La 250. Infanterie-Division è stata una grande unità di fanteria in forza all'Esercito tedesco durante la seconda guerra mondiale, costituita però completamente da spagnoli. Era infatti chiamata División Azul, ovvero "Divisione Blu", a causa dell'uniforme ufficiale, che prevedeva la camicia azzurra tipica della Falange Spagnola, benché sul campo fosse sostituita dall'uniforme tedesca del periodo.
Fu creata in Spagna nell'estate 1941 con una chiamata alle armi di volontari, visto che Madrid era ufficialmente neutrale; addestrata ed equipaggiata in Germania, fu inviata già in settembre sul fronte orientale, nel settore di Leningrado, dove fu integrata nei ranghi dell'Heeresgruppe Nord. Pur non essendo dotati di materiali all'avanguardia, carenti in fatto di mobilità, di supporto aereo e di quantità d'artiglieria, i volontari spagnoli si distinsero nelle feroci battaglie correlate al brutale assedio di Leningrado, in particolare negli scontri lungo il fiume Volchov nel 1942 e tra Krasnyj Bor, Puškin e Kolpino nei primi mesi del 1943. Tuttavia, dopo la quasi rotta del febbraio-marzo 1943 e considerate le rinnovate sorti del conflitto dopo la battaglia di Stalingrado e l'invasione della Sicilia, Francisco Franco e i suoi più stretti collaboratori decisero di sciogliere la divisione e rimpatriare gli spagnoli. Il 20 ottobre 1943 la 250. Division fu disattivata ed entro la fine dell'anno quasi tutti i suoi componenti erano rientrati in Spagna: infatti un certo numero di uomini (più o meno due migliaia) rimase schierato nei Paesi baltici su insistenza dei tedeschi inquadrato in una Legión Azul, che si configurava come erede della divisione. Anche questo reparto fu infine sciolto nel marzo 1944 e i suoi membri richiamati in Spagna.
Ciononostante alcuni irriducibili disattesero gli ordini e continuarono a combattere i sovietici, imitati da compatrioti che entravano clandestinamente in Francia per arruolarsi nelle forze armate tedesche; molti confluirono nelle Waffen-SS e alcuni furono presenti anche alla battaglia di Berlino. Gli ultimi prigionieri spagnoli furono liberati da Mosca alla fine degli anni cinquanta.

## Storia

### Origine

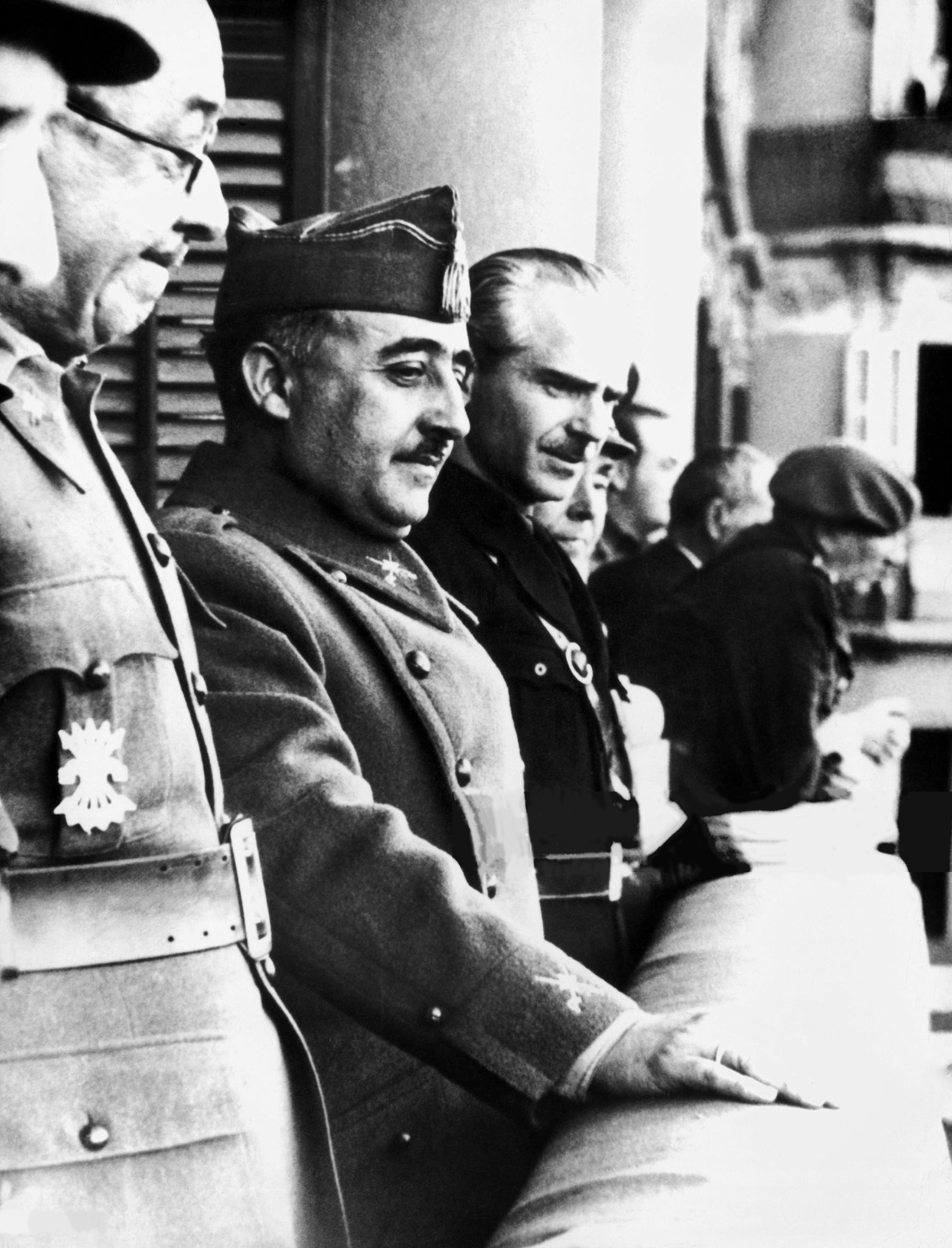
Francisco Franco (al centro) e Ramón Serrano Súñer, alla sua sinistra, nel 1938

Alla conclusione della guerra civile nell'aprile 1939, la Spagna era governata dal regime autoritario di Francisco Franco che, conscio dello stato miserevole del paese, annunciò la neutralità allo scoppio del secondo conflitto mondiale (pur favorevole alle potenze dell'Asse); egli considerava con un certo fastidio le relazioni con i suoi importati alleati, la Germania nazista e l'Italia fascista: si aspettava infatti che avrebbero preteso, prima o poi, uno scambio di favori. La pressione politica e militare tedesca si accentuò dopo la campagna di Francia nella primavera 1940 e Franco si trovò a dover gestire anche il cognato, il ministro degli Esteri filotedesco Ramón Serrano Súñer. Le relazioni un poco tese tra Berlino e Madrid si distesero con l'avvio dell'operazione Barbarossa, il 22 giugno 1941: non solo impegnava la massima parte della macchina militare tedesca ma, soprattutto, si configurò come una crociata europea contro il bolscevismo e l'Unione Sovietica, denunciati come principali responsabili della sanguinosa lotta intestina e considerati perciò come i nemici mortali della Spagna nazionalista. Sollevato, il dittatore concesse a Súñer di interpellare l'ambasciatore tedesco, Eberhard von Stohrer (1883–1953), per informarlo che la Spagna era pronta a offrire dei volontari «in memoria della fraterna assistenza della Germania durante la guerra civile», allo scopo di partecipare alla distruzione dell'Unione Sovietica «essenziale per il futuro della Spagna» e a dispetto dei contraccolpi allo status di paese neutrale. Joachim von Ribbentrop, omologo di Súñer, telegrafò il 24 giugno che Adolf Hitler aveva accettato la proposta spagnola e aggiunse di affrettarsi, poiché dava per scontato che i sovietici sarebbero crollati in breve tempo. Le sue pressioni perché il regime iberico entrasse nell'Asse (e quindi dichiarasse guerra agli Alleati) furono invece declinate da Franco, desideroso di mantenere buoni rapporti con il Regno Unito e gli Stati Uniti d'America che, con un embargo, avrebbero potuto infliggere un colpo esiziale alla Spagna. Ciò non impedì che lo stesso 24 giugno alcune centinaia di falangisti, dopo aver condotto una parata, attaccassero l'ambasciata britannica, in risposta al supporto militare accordato da Londra ai sovietici. Il 27 il governo annunciò formalmente che era stata decisa la creazione di una «legione di volontari falangisti»: in particolare Súñer e i suoi collaboratori avevano spinto in questa direzione allo scopo di assicurare una qualche contropartita alla Spagna, in un'Europa dominata dalla Germania. Súñer anzi, il 2 luglio, arrivò a dichiarare ai giornalisti tedeschi che l'istituzione della legione segnalava una nuova stagione nella politica estera spagnola. La legione ebbe la formale designazione di Division Española de Voluntarios (DEV) e Franco la affidò al suo fedele collaboratore Agustín Muñoz Grandes, già segretario generale del partito e militare di carriera. La DEV era aperta a tutti i giovani tra i 20 e 28 anni d'età.

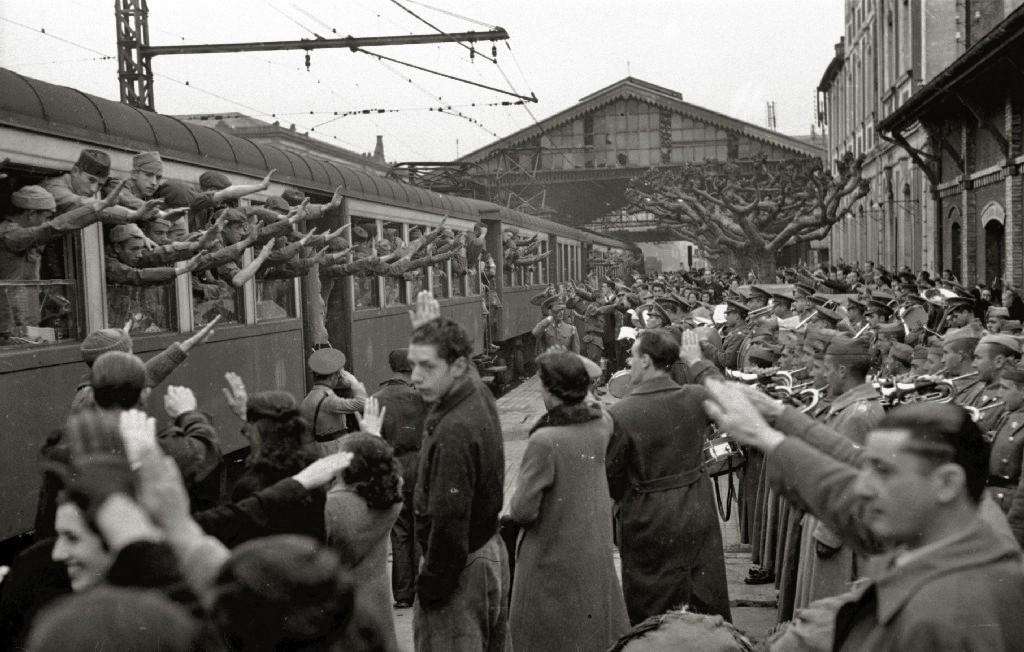
Dopo un pranzo nel cortile dell'Ospedale militare "General Mola" di San Sebastián, un folto gruppo di volontari è avviato in Germania, salutato da una folla numerosa e da una banda militare.

All'avvio del reclutamento nazionale fu comunque denunciata una certa tiepidezza, quando non indifferenza, per il proclama del Caudillo e solo dopo alcuni giorni i giornali e le radio riuscirono ad accendere l'entusiasmo della popolazione, per esempio dando spazio a fotografie di lunghe code agli uffici di arruolamento o celebrando le personalità politiche come il governatore di Madrid, Manuel Mora-Figueroa (1904–1964), che si erano fatte avanti per andare a combattere in Russia. Come ulteriore incentivo il governo annunciò che i volontari avrebbero riavuto il proprio posto di lavoro se fossero tornati e, inoltre, garantì lo stipendio di eventuali dipendenti a spese dello Stato. Solo dopo questi sforzi l'afflusso di volontari divenne travolgente; per esempio a Madrid i 4 000 posti disponibili furono contesi da oltre 40 000 postulanti. La gran parte della massa di volontari proveniva dalla classe media, dagli studenti universitari e in genere dai colletti bianchi: i 4 500 volontari da Madrid e Barcellona accettati il primo giorno di reclutamento, infatti, comprendevano un 17% di allievi d'ateneo e un 14% di impiegati. Naturalmente furono numerosissimi anche i membri della Falange, inclusi governatori provinciali e il giovane ministro del Lavoro José Antonio Girón (1911–1995), cui però fu impedito di arruolarsi. Tra i volontari figurarono inoltre ventinove cittadini di nazionalità sovietica, un pugno di portoghesi, alcuni marocchini e infine un ufficiale tedesco di ascendenza ebrea, Erich Rose, veterano della guerra civile. Le motivazioni alla base dell'arruolamento erano varie: i giovani erano spinti dall'odio sincero per il comunismo, dalla volontà di vendicare un parente o familiare ucciso dai "rossi" nel corso della guerra civile, dal partecipare a una grande spedizione "cristiana" che la propaganda ispano-tedesca dipingeva già come conclusa, dal vivere un'avventura. Nonostante la testimoniata genuinità della risposta popolare, si ebbero casi di assegnamenti forzosi alla DEV attuati mediante precise circolari dell'Esercito. I militari, infatti, non intendevano lasciare il controllo della divisione ai politici e imposero quadri professionali tratti dai loro ranghi, così come i due terzi dei sottufficiali. La nomina di Grandes sancì tale controllo e sottolineò le rivalità di fondo tra le anime del franchismo. I falangisti mantennero inoltre l'astio nei confronti dei monarchici carlisti, accusati di essere "reazionari", e tentarono di estrometterli dalla DEV per rivendicarne il carattere completamente fascista. In risposta i carlisti, particolarmente forti in Navarra e pur anticomunisti, si diedero a boicottare le iniziative falangiste. Infine fu segnalata la completa assenza di volontari dalla cattolica Università di Deusto.

### Formazione

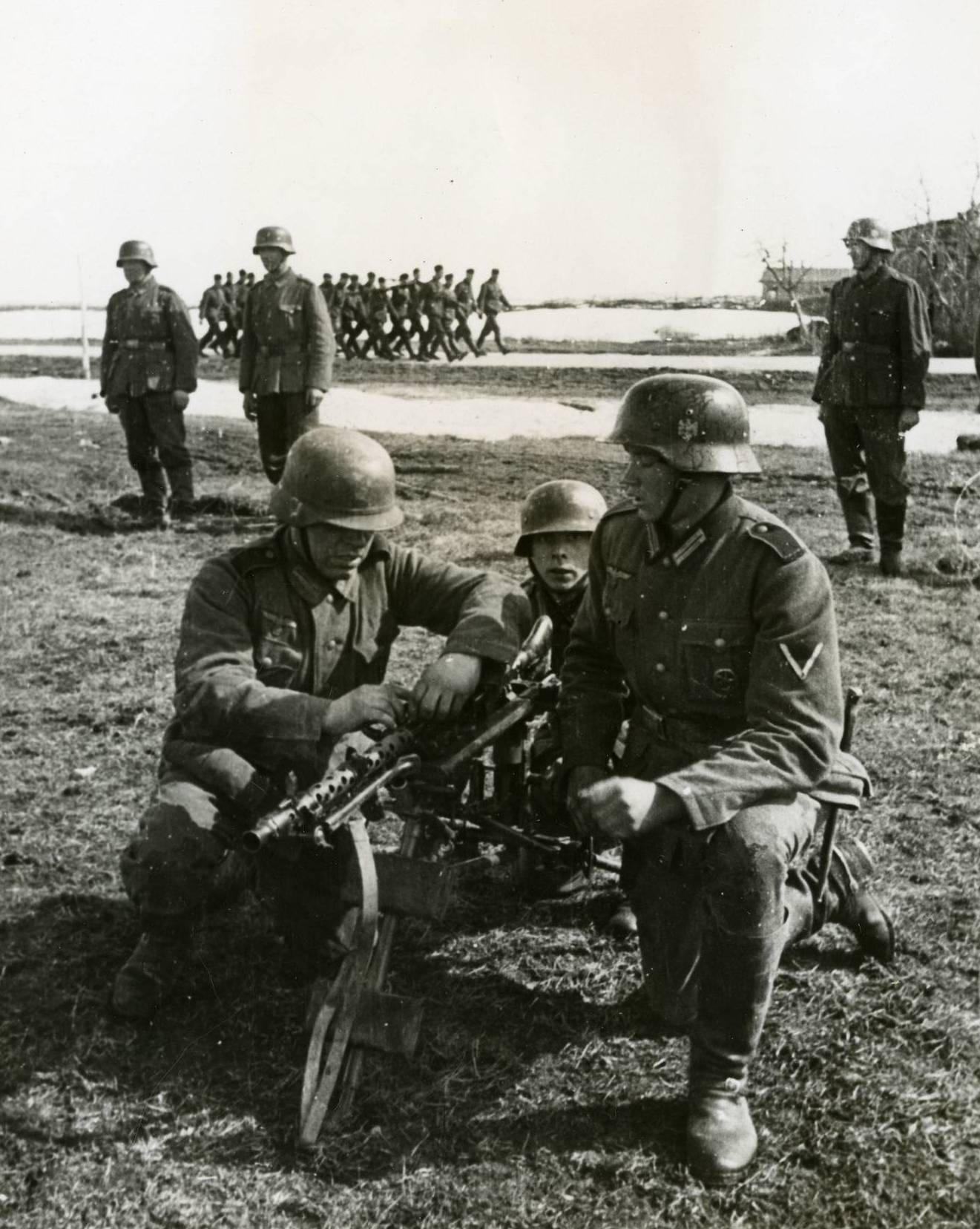
Gli spagnoli familiarizzano con una mitragliatrice leggera MG 34 durante l'addestramento

Nell'arco di tre settimane la legione falangista aveva accolto 18 946 volontari, organizzati in quattro reggimenti di fanteria, uno di artiglieria e varie unità di supporto; la fanteria era originaria delle grandi città di Madrid, Barcellona, Valladolid, Valencia e Siviglia e ben l'85% di tutti effettivi era composto da studenti o da veterani falangisti della guerra civile. Poiché la Spagna era ufficialmente neutrale e non esisteva uno stato di guerra con l'URSS, non era pensabile far indossare la normale divisa dell'Esercito neppure nel previsto trasferimento in Germania. Ai volontari furono perciò assegnati i pantaloni khaki della Legione straniera e la camicia blu tipica del fascismo iberico; da quest'ultimo indumento scaturì il noto soprannome di División Azul, che presto soppiantò la designazione ufficiale. Erano stati anche distribuiti, quale copricapo, i berretti rossi simboleggianti il carlismo, ma essi erano stati rapidamente messi da parte dai falangisti. Il primo contingente diretto alla volta di Grafenwöhr, in Baviera orientale, partì il 13 o il 14 luglio dalla stazione nord madrilena su un treno drappeggiato da bandiere spagnole, tedesche e italiane, dopo aver ascoltato discorsi inneggianti delle autorità e salutato, sembra, da una folla frenetica che intonava canti falangisti come Cara al Sol; il passaggio attraverso la Francia occupata fu invece assai meno trionfale e furono riportati addirittura occasionali tafferugli in alcune stazioni tra i volontari e folti gruppi di francesi, venuti a schernirli. Per il 23 luglio l'interezza della DEV era stata trasferita nella piazza di Grafenwöhr, dove iniziò un periodo di rapido addestramento e riorganizzazione.

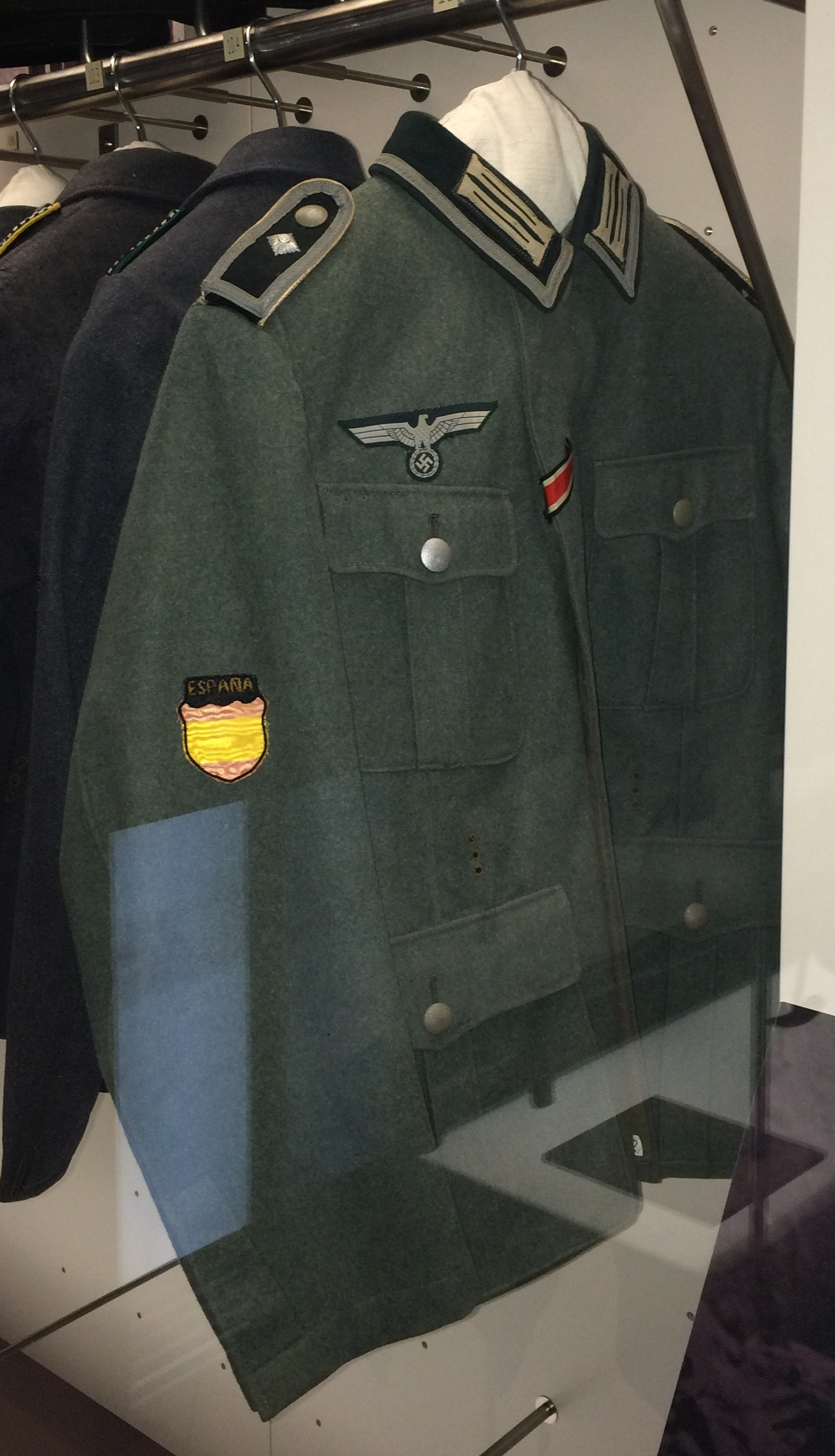
La tipica giacca dell'uniforme della 250. Infanterie-Division: esemplare conservato al Museo reale dell'esercito e della storia militare (Bruxelles)

Per prima cosa i tedeschi assegnarono all'unità la denominazione di "250. Infanterie-Division (spanische)" o anche solo "(span)" e in pratica mai le si riferirono, nella documentazione ufficiale, come División Azul o Blaue Division; infatti i volontari spagnoli furono assegnati all'Esercito regolare e non alle Waffen-SS. Indossarono perciò la classica uniforme grigioverde caratterizzata da una mostrina da spalla oro e cremisi, sormontata dal ricamo dorato su fondo nero España: in questo modo si cercò di ovviare al confuso status giuridico dei volontari e di porli sotto la protezione delle leggi internazionali sui prigionieri di guerra. Lo stratagemma funzionò e, generalmente, i sovietici trattarono con correttezza gli spagnoli catturati, facendo invece spesso giustizia sommaria dei membri delle SS. La divisione fu quindi ristrutturata in triangolare, ovvero su tre reggimenti fanteria: il reggimento "Madrid" fu sciolto, i suoi effettivi riassegnati agli altri tre o ai reparti di supporto e il suo colonnello, Rodrigo Miguel Martínez, divenne il vice di Grandes. Gli altri reggimenti "Pimentel", "Vierna" ed "Esparza" (dai cognomi dei comandanti) divennero rispettivamente il 262, 263 e 269 Infanterie-Regiment; ciascuno contava 3 324 uomini, era articolato in tre battaglioni da dodici compagnie l'uno e comprendeva anche una compagnia comando e due di supporto, equipaggiate l'una con PaK 36 anticarro da 37 mm e l'altra con cannoni d'accompagnamento leIG 18 da 75 mm. L'artiglieria divisionale (Artillerie-Regiment 250, circa 2 500 uomini) fu dotata di tre gruppi con obici leFH 18 da 105 mm e uno con obici pesanti sFH 18 da 150 mm, cui si affiancarono in un secondo momento due batterie di Schneider Mle 1915/1916 da 220 mm, provenienti dalla Francia occupata. Il gruppo anticarro era su due compagnie, cresciute poi a quattro; radunava circa 500 uomini ed era dotato di trentasei PaK 36, armi che nel corso della vita operativa furono in parte rimpiazzate da cannoni PaK 40 da 75 mm, francesi da 75 mm e M1936 sovietici dello stesso calibro. Il battaglione da ricognizione su tre squadroni ciclisti era forte di 500-600 effettivi ma, nel 1942, fu convertito in riserva divisionale a causa della lotta statica nella quale era finita la divisione; pure il battaglione rimpiazzi (Feldersatz-Bataillon 250) fu trasformato nel 1942 con l'aggiunta di una compagnia pesante alle tre già presenti e affiancò l'unità precedente nella riserva divisionale. Il battaglione pionieri (Pionier-Bataillon 250) era suddiviso in tre compagnie e includeva un parco mezzi per il materiale; ammontava a 700 effettivi circa. Furono poi creati i tipici reparti amministrativi, sanitari, logistici e di supporto, fu aggregato un contingente della Guardia Civil per mantenere l'ordine nelle retrovie una volta al fronte e, infine, furono adottati i gradi tedeschi. In totale la 250. Infanterie-Division era composta da 18 174 uomini, esclusi i componenti della Escuadrilla Azul – unità aeronautica sempre di volontari ed equipaggiata con aerei tedeschi. Una fonte riporta invece un organico di 18 946 uomini, pari all'interezza della prima ondata di volontari.
La DEV fu inserita nell'ordine di battaglia dell'Esercito tedesco e prestò il prescritto giuramento ad Adolf Hitler (indicato come capo delle forze armate e non guida politica dell'NSDAP), ma non integrò mai ufficiali tedeschi in posizioni di comando e le fu concesso di mantenere in addestramento le proprie armi leggere «obsolete», che i militari si erano portati dietro. Gli spagnoli percepirono inoltre una doppia paga: una elargita dal governo del Reich, l'altra assicurata da Madrid e pari allo stipendio della Legione straniera, vale a dire 7,5 pesetas al giorno. Nel corso dell'addestramento, comunque, gli ufficiali spagnoli rimasero sorpresi quando si videro assegnare cavalli razziati dalla penisola balcanica per il traino delle artiglierie e di tutto il materiale, poiché avevano dato per scontato che la divisione sarebbe stata interamente motorizzata dal potente alleato. Gli iberici avevano anche radunato 400 autocarri e 300 motociclette dal loro paese su esplicita richiesta di Berlino e, nel reclutamento, avevano cercato di privilegiare quei volontari che avevano dimestichezza con i motori e le automobili, proprio in vista di una guerra meccanizzata. A Grafenwöhr gli animali si mostrarono inadatti ai pesanti compiti assegnati e non ci fu il tempo di preparare adeguatamente il personale che si sarebbe dovuto occupare di loro. Nel frattempo, agli inizi di agosto, l'Oberstleutnant Luis Zánon de Aldarur aveva preso un aereo e si era presentato all'alto comando dell'Heeresgruppe Süd, cui la divisione era stata assegnata, allo scopo di studiarne il futuro teatro d'operazioni.

### Sul fronte orientale

#### La marcia sino a Leningrado

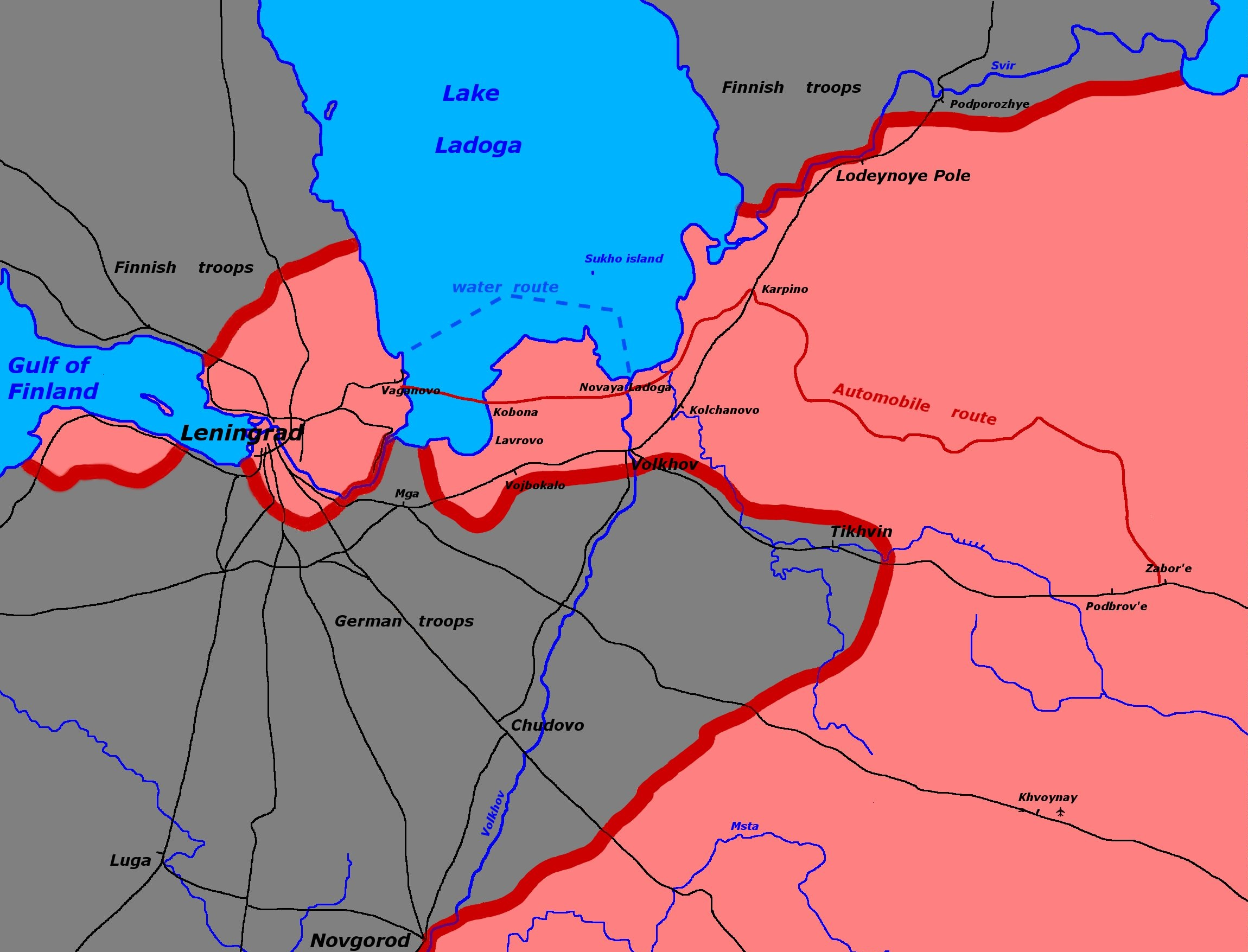
Carta schematica del settore di Leningrado nel novembre-dicembre 1941, subito dopo l'azzardata conquista tedesca di Tichvin

Il 19 agosto o il 20 agosto il primo scaglione della divisione fu inviato via treno sul fronte orientale; il viaggio si concluse a Suwałki, vicino alla vecchia frontiera tedesco-sovietica: dalla cittadina i tronconi della divisione dovettero intraprendere una marcia di 1 000/1 200 chilometri lungo la direttrice Grodno-Vilnius-Minsk-Smolensk per raggiungere lo schieramento dell'Heeresgruppe Mitte (al quale era stata trasferita agli inizi di settembre) e partecipare all'offensiva contro la capitale Mosca. L'estenuante spostamento a piedi, oltre a lasciare interdetti e delusi numerosi ufficiali e soldati, rappresentò la prima prova sul campo per la divisione e mostrò palesemente i limiti logistici dell'impresa: i pochi veicoli a motore costituivano un eterogeneo parco di camion e auto civili Hudson, Peugeot e di altre marche, adattate alla buona per trainare pezzi anticarro e vettovaglie; i cavalli balcanici erano mal condotti e faticavano a rimanere al passo, aggiogati ai cannoni dell'artiglieria divisionale. I soldati si davano spesso alla razzia di polli, minacciavano la popolazione e il rapporto del piccolo stato maggiore di collegamento tedesco, sotto la responsabilità dell'Hautpmann Günther Collatz, rilevò che era diffusa la «frequentazione di persone di razza ebraica». Sembra persino che il feldmaresciallo Günther von Kluge, alla guida della 4. Armee nelle cui retrovie passarono gli spagnoli, abbia avuto parole poco lusinghiere per la 250. Division. Nel corso di settembre e ottobre, comunque, la disciplina e la coesione migliorarono costantemente grazie alla pratica e agli sforzi del generale Grandes, che a bordo della sua auto si portava da un capo all'altro delle lunghe colonne in marcia, imponendo l'ordine. In più i problemi di mobilità dell'unità erano stati amplificati dalla decisione tedesca di concentrare tutte le risorse ferroviarie in favore dell'Heeresgruppe Mitte, in vista dell'operazione Taifun e alla quale sia Hitler, sia l'OKH non intendevano far partecipare gli alleati. Nei pressi di Smolensk, perciò, la Divisione Blu ricevette nuove disposizioni: fu riassegnata dalla 9. Armee direttamente all'Heeresgruppe Nord il cui comandante, feldmaresciallo Wilhelm Ritter von Leeb, si era visto sottrarre quasi tutte le truppe mobili pur dovendo gestire il grande assedio di Leningrado e occupare il nodo ferroviario di Tichvin per isolare la metropoli. Il Generalmajor Grandes concentrò dunque i propri reparti a Vitebsk e da lì, prevalentemente in treno, arrivarono alla città di Velikij Novgorod sul lago Il'men' per andare a formare il nucleo del kampfgruppe von Roques, 16. Armee del Generaloberst Ernst Busch. I primi elementi arrivarono il 7 ottobre e sperimentarono subito alcuni tiri dell'artiglieria sovietica; il 12 ottobre lo schieramento della 250. Division fu finalmente completato dopo cinquantatré giorni complessivi di viaggio. Essa ancorava il fianco destro a Novgorod e si stendeva verso nord per 50 chilometri lungo la sponda occidentale del Volchov, dove aveva rimpiazzato parti della 18. Infanterie-Division (mot.) e della 126. Infanterie-Division; Grandes sistemò il comando nel paese di Grigorovo subito a ovest della città, pronto a sostenere l'ala meridionale dell'imminente offensiva su Tichvin e fronteggiando la 52ª Armata sovietica. L'Escuadrilla Azul, però, non era stata ridispiegata nel settore di Leningrado ed era rimasta sul fronte di Mosca.

#### Tichvin e il lago Il'men'

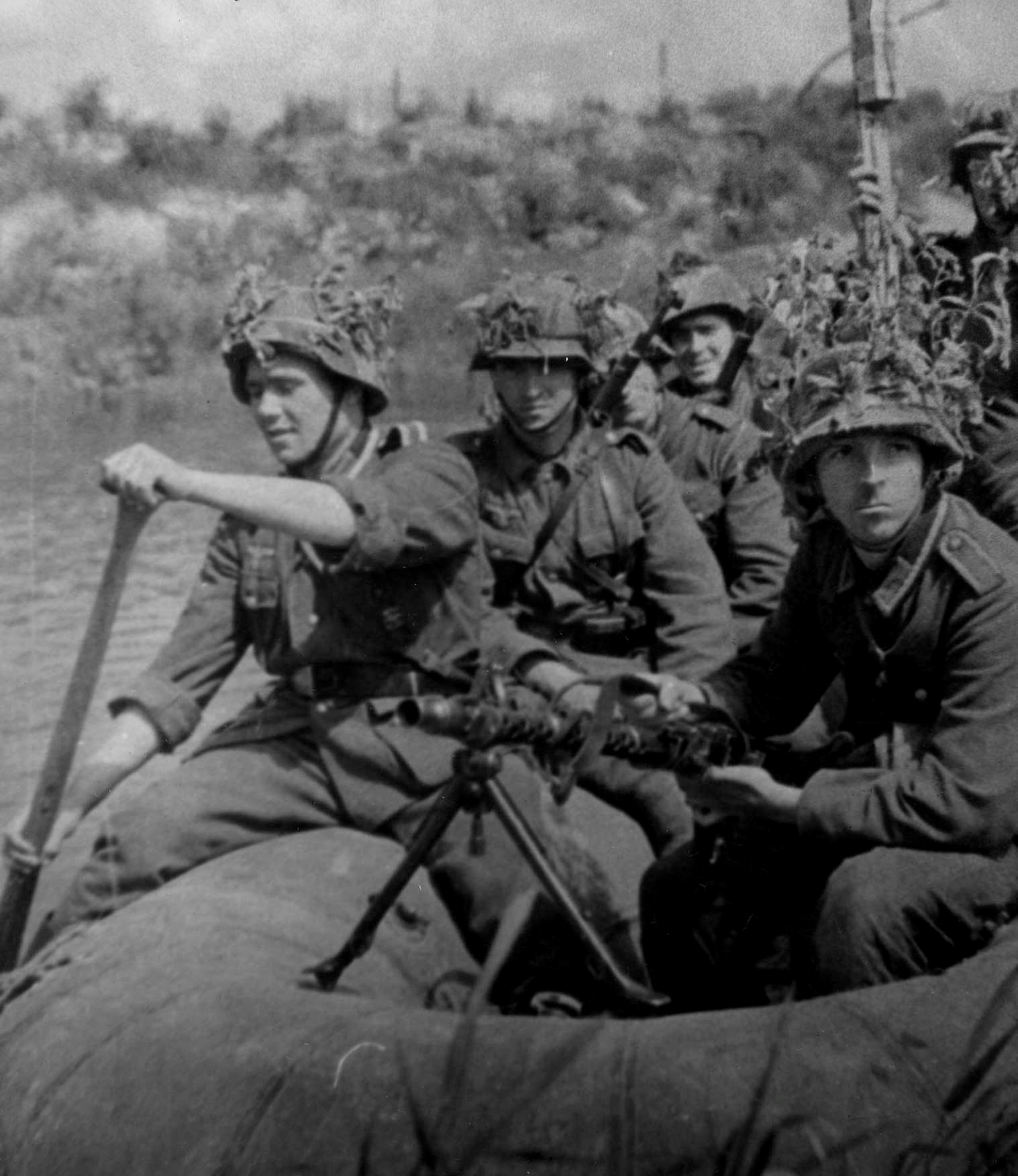
Soldati della divisione su un canotto gonfiabile, probabilmente in attraversamento del fiume Volchov: si noti la MG 34 sistemata a prua

Il feldmaresciallo von Leeb scatenò l'offensiva verso est il 16 ottobre. Gli spagnoli, cui era stata affidata la porzione meridionale del fronte d'attacco e la difesa del fianco destro della 126. Infanterie-Division, rintuzzarono una puntata offensiva nemica e quindi superarono il fiume Volchov con il Regiment 269, sulla sinistra del fronte della 250. Division; visto che la resistenza sovietica in quel settore era debole, l'Oberst Esparza consolidò la testa di ponte e si lanciò in avanti, penetrando per diversi chilometri. La mossa causò crescenti contrattacchi sovietici e il generale Grandes fece affluire elementi del Regiment 263 e del battaglione di riserva per mantenere l'iniziativa; l'avanzata perciò raggiunse una profondità di 20 chilometri, si creò un saliente compreso tra Nitlikino e Smeisko che fornì un saldo ancoraggio per la progressione tedesca: l'8 novembre, dopo un furioso combattimento, Tichvin fu conquistata. Immediatamente von Leeb assegnò alla Divisione Blu la difesa del fianco destro e, pertanto, Esparza rilevò da unità della 18. Division i villaggi di Possad e Otesky; il reggimento si ritrovò snodato su circa 30 chilometri tra Otesky e il Volchov, su un terreno coperto di foreste. Qui si abbatterono diversi contrattacchi sovietici, sostenuti da massicci sbarramenti d'artiglieria e da una quasi totale supremazia aerea; Possad e Otesky, pesantemente bombardati, furono trasformati in punti fortificati dagli spagnoli e Grandes gettò nella mischia persino unità di seconda linea. I volontari della 250. Division, a costo di sanguinosi sacrifici, riuscirono a mantenere le posizioni per un mese, in condizioni ambientali proibitive e con temperature a -30 °C. Il fallimento dell'attacco finale a Mosca e la generale controffensiva sovietica fecero sì che von Leeb ordinasse di sgomberare Tichvin e tornare dietro la protezione del Volchov. La ritirata si svolse in contemporanea alla massiccia controffensiva sovietica e la 126. Division fu spezzata in due; Grandes distaccò elementi per sostenere gli alleati e ai propri uomini inviò ordini perentori di resistere fino all'ultimo prima di sganciarsi. Un reparto rimase isolato e i sopravvissuti furono ritrovati settimane dopo, inchiodati al suolo gelato con punteruoli da ghiaccio. L'8 dicembre anche la Divisione Blu aveva abbandonato le conquiste al di là del fiume ed era tornata alle posizioni di partenza: aveva subito 718 morti, 1 612 feriti e 86 dispersi. Ciononostante il morale dei volontari iberici si mantenne elevato in virtù del gran numero di Croci di Ferro elargite.

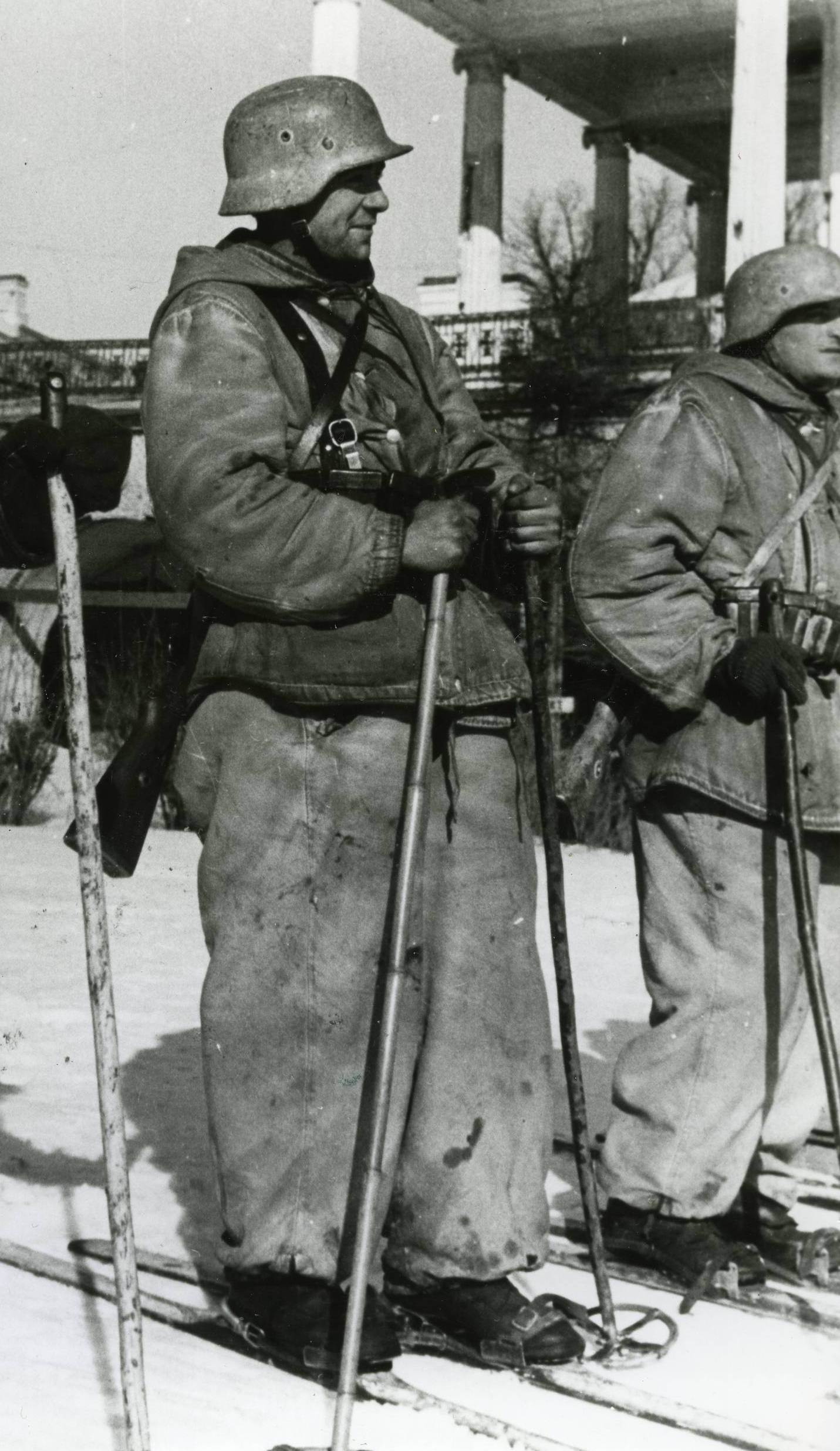
Membri della compagnia sciatori si accingono all'operazione dell'Il'men', che costò il pressoché totale annientamento del reparto

Sempre in dicembre l'11ª Armata sovietica aveva sferrato un attacco a sud del lago Il'men' e aveva tagliato fuori una piccola porzione del X. Armeekorps sulla costa. La 250. Division, da poco passata agli ordini del XXXVIII. Armeekorps, era la più vicina unità per dare supporto immediato ai tedeschi e perciò Grandes organizzò rapidamente una compagnia sciatori di 205 effettivi, al comando dell'Hautpmann José Ordaz. Egli condusse i suoi uomini sul lago ghiacciato dal 10 gennaio 1942, in una missione quasi suicida tra la pronta reazione russa e la temperatura caduta a -52 °C, combinate alla marcia lunga 64 chilometri. Ben presto l'equipaggiamento divenne inservibile e le vittime per congelamento si contarono a decine; improvvisi attacchi di truppe siberiane incrementarono a livelli elevati le perdite e Ordaz arrivò il 21 a Vzvaz, tenuta dai tedeschi, con appena trentaquattro uomini. Poiché il terreno era gelato, spagnoli e tedeschi si affrettarono a erigere improvvisati ripari con i cadaveri ibernati degli avversari sovietici, oppure a rinforzare le posizioni nella cittadina. Due giorni dopo un ben concertato contrattacco dalla sacca e dall'esterno spezzò l'accerchiamento e i tedeschi si riunirono al X. Armeekorps, seguiti da solo dodici spagnoli superstiti. La compagnia sciatori lamentò un tasso di morti pari al 94% e il Generalleutnant Grandes pronunciò un discorso radiofonico di congratulazioni il 25 gennaio, nel quale annunciò a Ordaz il conferimento della prestigiosa Medaglia al valore in nome di Francisco Franco, mentre agli altri undici sopravvissuti fu assegnata la Medaglia militare. A queste difficoltà si aggiunsero gli uomini messi fuori combattimento da malanni vari e congelamenti più o meno gravi, oltre 3 700 casi al 31 dicembre 1941.
La caparbietà spagnola negli attacchi e nelle resistenze, la disponibilità a subire perdite anche gravose e l'entusiasmo messo nel combattimento sorpresero i tedeschi lungo tutta la scala gerarchica, sebbene conservassero l'atteggiamento critico per l'incostanza della disciplina. Il General der Infanterie Friedrich-Wilhelm von Chappuis, al comando del XXXVIII. Armeekorps, manifestò il proprio apprezzamento in diversi proclami alle truppe; all'Obergruppenführer Josef Dietrich, il 4 gennaio 1942, Hitler stesso affermò che gli spagnoli erano sì «altamente indisciplinati […] una manica di cenciosi [ma] non avevano mai ceduto un centimetro di terreno»; i soldati tedeschi «sono sempre felici di avere nel proprio settore truppe spagnole». Anche Francisco Franco era entusiasta dei risultati raggiunti dai suoi volontari falangisti e inviò a Grigorovo il generale José Moscardó perché porgesse a Grandes e agli uomini le proprie felicitazioni. Nel corso delle battaglie invernali gli spagnoli avevano inoltre appreso direttamente sul campo le tattiche di combattimento moderne e gli stratagemmi per adattarsi all'impervio ambiente; oltre a recuperare tutte le possibili armi sovietiche (ben note dai tempi della guerra civile e apprezzate per la semplicità, la robustezza e l'affidabilità), impararono a non infilare gli elmetti congelati prima di averli scaldati (c'erano stati casi di congelamento dei liquidi cerebrali) e imitarono i tedeschi che spogliavano i cadaveri dei nemici delle eccellenti uniformi imbottite. Anche i volontari difettavano infatti di indumenti adeguati al gelido inverno russo e questo nonostante le disposizioni del 5 settembre 1941 del Caudillo, circa l'invio sollecito di questi articoli al fronte. Le grandiose manifestazioni ufficiali e le dichiarazioni del ministro Suñer, comunque, non nascosero il prezzo pagato e l'evidenza che la campagna contro l'Unione Sovietica era ben lungi dall'essersi conclusa con una vittoria «[nella quale] la Spagna ha fatto la sua parte».

#### Mantenimento dell'assedio
Al 15 gennaio 1942 la 250. Division lamentò circa 3 000 tra morti, feriti e dispersi, ma continuò a operare in prima linea: infatti la 2ª Armata d'assalto del tenente generale Andrej Andreevič Vlasov (seguita da altre due armate) era riuscita a penetrare il fronte tedesco poco a nord del punto di giunzione tra gli spagnoli e le altre divisioni dello Heer; i sovietici puntarono verso Leningrado e verso nord-est, sull'importante nodo ferroviario di Ljuban', in contemporanea a una seconda penetrazione da nord operata dalla 54ª Armata. Il nuovo comandante dell'Heeresgruppe Nord, feldmaresciallo Georg von Küchler, integrò immediatamente i volontari iberici con un battaglione tedesco, una legione di volontari fiamminghi e li gettò in battaglia sul fianco sinistro sovietico il 12 febbraio; i combattimenti si consumarono tra boschi e distese di neve alta quasi un metro. Avanzando lungo la riva del Volchov per ricollegarsi con truppe tedesche e chiudere così in una sacca la 2ª Armata d'assalto sovietica, gli spagnoli sopportarono ripetuti sbarramenti di artiglieria e dovettero spezzare aspre resistenze. La divisione transitò agli ordini della 18. Armee (Generaloberst Georg Lindemann) a inizio marzo con l'intero XXXVIII. Armeekorps e proseguì le dure operazioni; solo il 19 marzo il grosso saliente avversario fu reciso sulle rive del fiume e quindi, da aprile alla fine di giugno, elementi della 250. Division parteciparono attivamente alla progressiva sgretolazione e poi al rastrellamento finale della sacca, dopo il quale il generale Vlasov si arrese per divenire, in seguito, uno dei più importanti collaborazionisti della Germania. Anche questa volta i volontari si erano messi in luce per combattività, avevano catturato cinquantaquattro pezzi d'artiglieria pesante e quasi 5 000 prigionieri, ma al costo di quasi 2 000 perdite tra i loro ranghi. In una lettera, Lindemann si congratulò con il generale Grandes per l'eroismo dimostrato dai suoi uomini e ci fu una seconda distribuzione di Croci di Ferro. Dopo queste serrate operazioni subentrò un periodo di relativa stasi sul lato orientale dello schieramento dell'Asse che stringeva Leningrado; la 250. Division rimase nelle sue posizioni sul basso corso del Volchov per diverse settimane, poi in agosto fu ridislocata circa 150 chilometri più a nord, ai limiti dei sobborghi meridionali della metropoli, dove gli spagnoli avrebbero dovuto completare una sessione di addestramento.

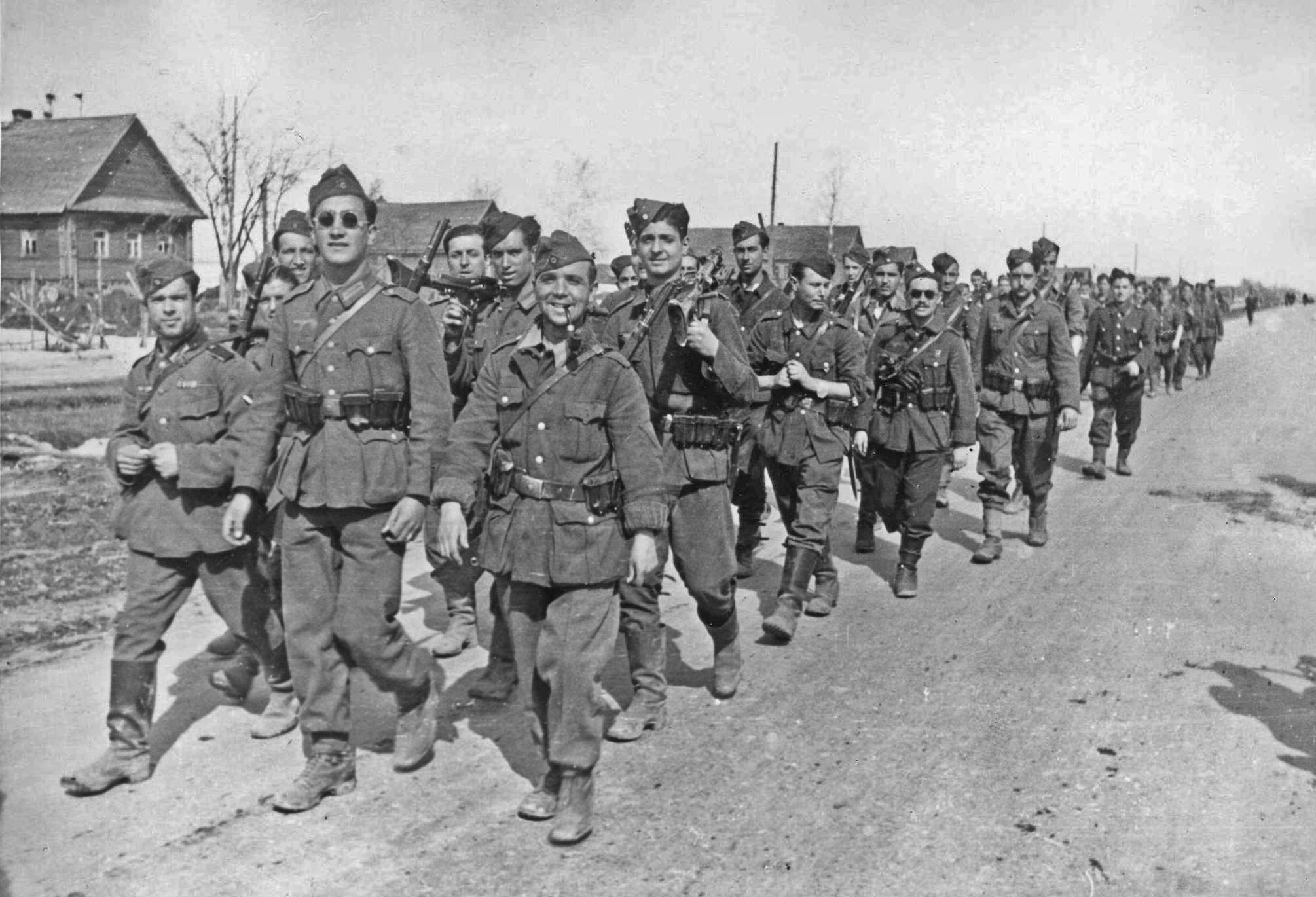
I rinforzi per la 250. Division furono suddivisi in battaglioni di marcia che, per ferrovia e a piedi, raggiunsero i commilitoni impegnati nella regione di Leningrado

Le alte perdite subite nel primo ciclo operativo, oltre a generare una stupita preoccupazione in patria, resero assolutamente necessario inviare rinforzi e stabilire turni di rotazione. Franco riuscì a radunare altre migliaia di volontari per il marzo 1942, anche se in numero inferiore all'estate 1941, e pose a capo di questo contingente il maggior generale Emilio Esteban-Infantes Martín, già capo di stato maggiore del corpo d'armata catalano. Le reclute erano organizzate in battaglioni di marcia, arrivavano via treno alle caserme di Grafenwöhr, completavano un rapido addestramento e giungevano al fronte dopo un viaggio per ferrovia e a piedi; per l'inizio di giugno i nuovi erano stati assimilati ed ebbero una prima esperienza bellica nella distruzione della sacca del Volchov. Tuttavia la composizione della grande unità cambiò con il rimpatrio di gruppi di veterani del fronte orientale, tutti aventi più di trent'anni e/o con famiglia: la decisione era stata presa dal regime falangista e attuata a dispetto delle rimostranze tedesche. Il primo gruppo di veterani tornò nel maggio 1942. Il dittatore spagnolo era sì convinto della vittoria della Germania, ma era divenuto circospetto dopo la disfatta tedesca alle porte di Mosca, l'ingresso in guerra degli Stati Uniti d'America e la totale dipendenza economica dai traffici attraverso l'oceano Atlantico. Inoltre l'enorme crescita della popolarità dell'ambizioso generale Grandes, che mostrava atteggiamenti platealmente filotedeschi, aveva assai infastidito il Caudillo oltre a rafforzare la fazione pro-Germania nel governo e a mettere a repentaglio la già ambigua neutralità abbracciata da Madrid. Perciò a metà giugno Franco consegnò al comandante della Divisione Blu, tramite Infantes, la notizia che presto sarebbe dovuto tornare in Spagna, dove lo attendevano promozioni e onori. L'avvicendamento si svolse nel dicembre 1942 e fu proprio lo sbiadito Infantes, indossate le mostrine da Generalmajor, a rimpiazzare l'ormai celebre Grandes, che ottenne onorificenze e il grado di tenente generale; Franco se lo associò al potere (l'ufficiale divenne il vice del dittatore nel dopoguerra) e rese impossibile un suo ritorno sul fronte orientale.

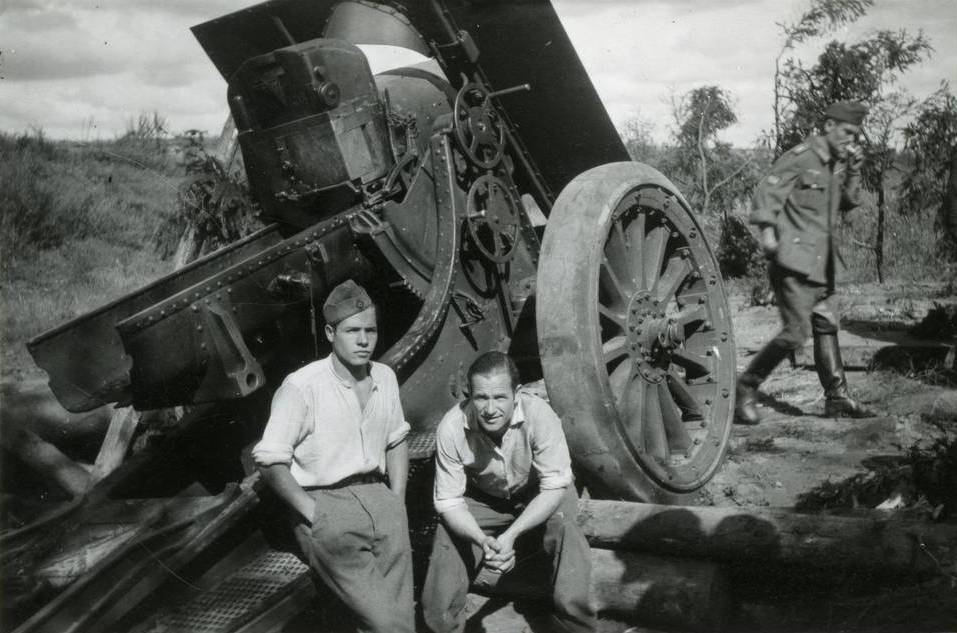
Artiglieri della Divisione Blu in un momento di riposo; il pezzo alle loro spalle è uno degli Schneider da 220 mm francesi, forniti dai tedeschi nel corso della campagna

Intanto, verso la fine di agosto, l'Armata Rossa era tornata nuovamente all'attacco per tentare di alleggerire o spezzare il terribile assedio: l'offensiva di Sinjavino colse abbastanza di sorpresa l'Asse, obbligò i tedeschi ad annullare la prevista operazione Nordlicht (che avrebbe dovuto infliggere il colpo di grazia a Leningrado) e rese necessario schierare in riserva anche la 250. Division che, però, non ebbe parte nelle operazioni nell'area di Šlissel'burg, conclusesi a metà ottobre con il ristabilimento delle posizioni tedesche. Gli iberici furono definitivamente stanziati, a settembre, a sud-est della città tra Puškin e Krasnyj Bor su un fronte di circa 30 chilometri e furono integrati nel XXVI. Armeekorps (General der Infanterie Erik-Oscar Hansen); davanti a loro si trovava la fabbrica di armamenti di Kolpino che, sulla linea del fronte e sotto il tiro diretto delle artiglierie, continuava a produrre carri armati T-34. Il comando si sistemò in un maniero della frazione di Pokrovskaya. Una fonte afferma, invece, che la 250. Division si trovava a diretta disposizione del generale Lindemann in settembre, per poi divenire parte del LIV. Armeekorps dell'11. Armee tra ottobre e dicembre. In ogni caso iniziò per gli spagnoli un periodo di guerra di posizione, punteggiata da azioni di pattuglie, di controguerriglia e di brevi sbarramenti di artiglieria, talvolta inframmezzate da improvvisi attacchi sovietici alla baionetta. Allo scopo di tenere alto il morale e distrarre gli uomini dalle precarie condizioni, il comando tedesco fece distribuire film e promosse l'insegnamento della storia russa, organizzò piccoli spettacoli e fece affluire indumenti invernali confenzionati in Germania. La ridotta operatività degli ultimi mesi del 1942 costò in ogni caso 4 032 vittime (oltre 1 200 morti, 2 777 feriti e tre dispersi). Una fonte riporta al contrario solo 257 morti. Acquartierati in una zona urbanizzata e costretti all'immobilità, gli spagnoli ebbero modo di familiarizzare con la popolazione civile: in generale mantennero un comportamento più rispettoso dei loro commilitoni tedeschi, anche se non mancarono occasionali soprusi e violenze, e in diversi si vedevano come liberatori piuttosto che invasori. Peraltro gli spagnoli condividevano i pregiudizi tedeschi sui russi e sui sovietici in generale, descritti come barbari sanguinari, sudici e ignoranti, tanto crudeli da disporre campi minati alle spalle delle proprie divisioni per impedire ripiegamenti. Queste considerazioni, però, non impedirono agli iberici di trattare abbastanza umanamente i prigionieri che li ripagarono con i più disparati servigi, dalle incombenze quotidiane al passaggio di informazioni militari. Gli spagnoli erano a loro volta oggetto di propaganda diffusa da grandi altoparlanti, disposti sul lato sovietico del fronte d'assedio; anche le stazioni radio sovietiche si dedicavano alla lotta psicologica e trasmettevano fino in Spagna, affermando che la Divisione Blu era tale a causa della morsa dell'inverno glaciale.

#### Le battaglie invernali del 1943 e le ultime operazioni

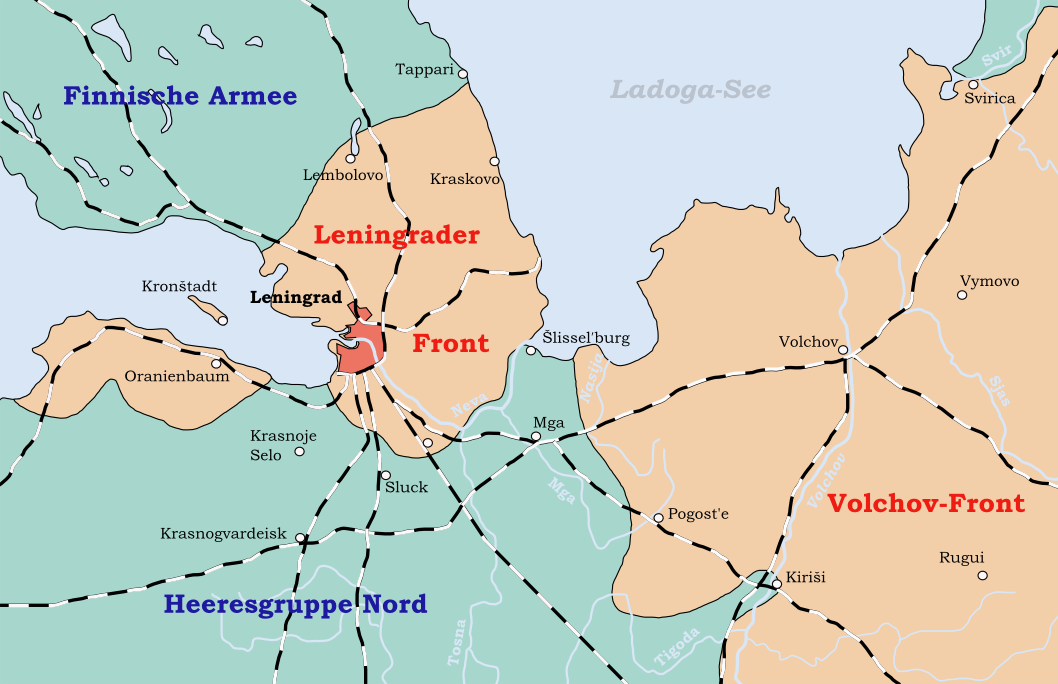
La situazione complessiva nel settore settentrionale del fronte orientale tra il maggio 1942 e il gennaio 1943

Nel novembre 1942 l'Armata Rossa era riuscita ad accerchiare con una manovra magistrale la 6. Armee nella sacca di Stalingrado, aprendo così la strada a una serie di offensive in profondità nello schieramento meridionale dell'Asse sul fronte orientale. Anche nel settore settentrionale lo Stavka aveva programmato un possente attacco per respingere le divisioni tedesche e tentare poi l'accerchiamento dell'intero Heeresgruppe Nord. Nel corso del gennaio 1943 l'operazione Iskra ricacciò i tedeschi dalle sponde del Lago Ladoga; nei duri combattimenti fu risucchiato il battaglione II./Regiment 269, che il 22 gennaio si attestò a Mga e si scontrò con grande foga: il 31 gennaio solo venti o ventotto dei suoi soldati erano ancora illesi. Pur non spezzando l'assedio di Leningrado, l'offensiva ristabilì i contatti via terra con la metropoli. Il 10 febbraio scattò dunque l'operazione Stella Polare che investì in pieno la 250. Division: il fronte iberico fu martellato da una violenta preparazione d'artiglieria, la più concentrata che gli spagnoli avessero fino ad allora sopportato. L'attacco fu portato da sei divisioni sovietiche con un sostanzioso appoggio corazzato nel settore di Kolpino e si sviluppò in direzione sud-ovest, allo scopo di liberare la ferrovia Leningrado-Mosca. Il Regiment 262, sconvolto dal bombardamento, cedette sotto la spinta avversaria e per la prima volta i volontari iberici ripiegarono in rotta; i sovietici penetrarono per circa tre chilometri, occuparono il paese di Krasnogvardejsk e si profilò un serio pericolo di accerchiamento della divisione. Il generale Infantes concentrò pertanto la resistenza attorno Krasnyj Bor con il relativamente intatto Regiment 269 e dette ordine di fermare un battaglione di veterani, già pronto per salire sui treni che lo avrebbero ricondotto in Spagna. La 250. Division fu comunque soccorsa dalla 212. Infanterie-Division e, dopo due giorni di combattimenti sanguinosi che videro anche brutali corpo a corpo a colpi di vanga, gli ispano-tedeschi riuscirono ad arginare e respingere le truppe nemiche, ristabilendo un fronte continuo circa 4 chilometri dietro la linea iniziale. Per il resto di febbraio e durante marzo le armate sovietiche lanciarono alcuni altri assalti, rintuzzati con successo senza cedimenti: questi scontri costarono agli spagnoli oltre 3 800 perdite, tra le quali quasi 900 morti. Il comportamento esemplare dei reparti della divisione fu ricompensato con citazioni nei bollettini militari, distribuzioni di Croci di Ferro e di Gran Croci laureate dell'Ordine di San Ferdinando e gli ufficiali tedeschi ribadirono l'alta opinione che si erano fatti sui pugnaci alleati. Persino tra i ranghi dell'Armata Rossa si era diffuso un certo rispetto per gli iberici.

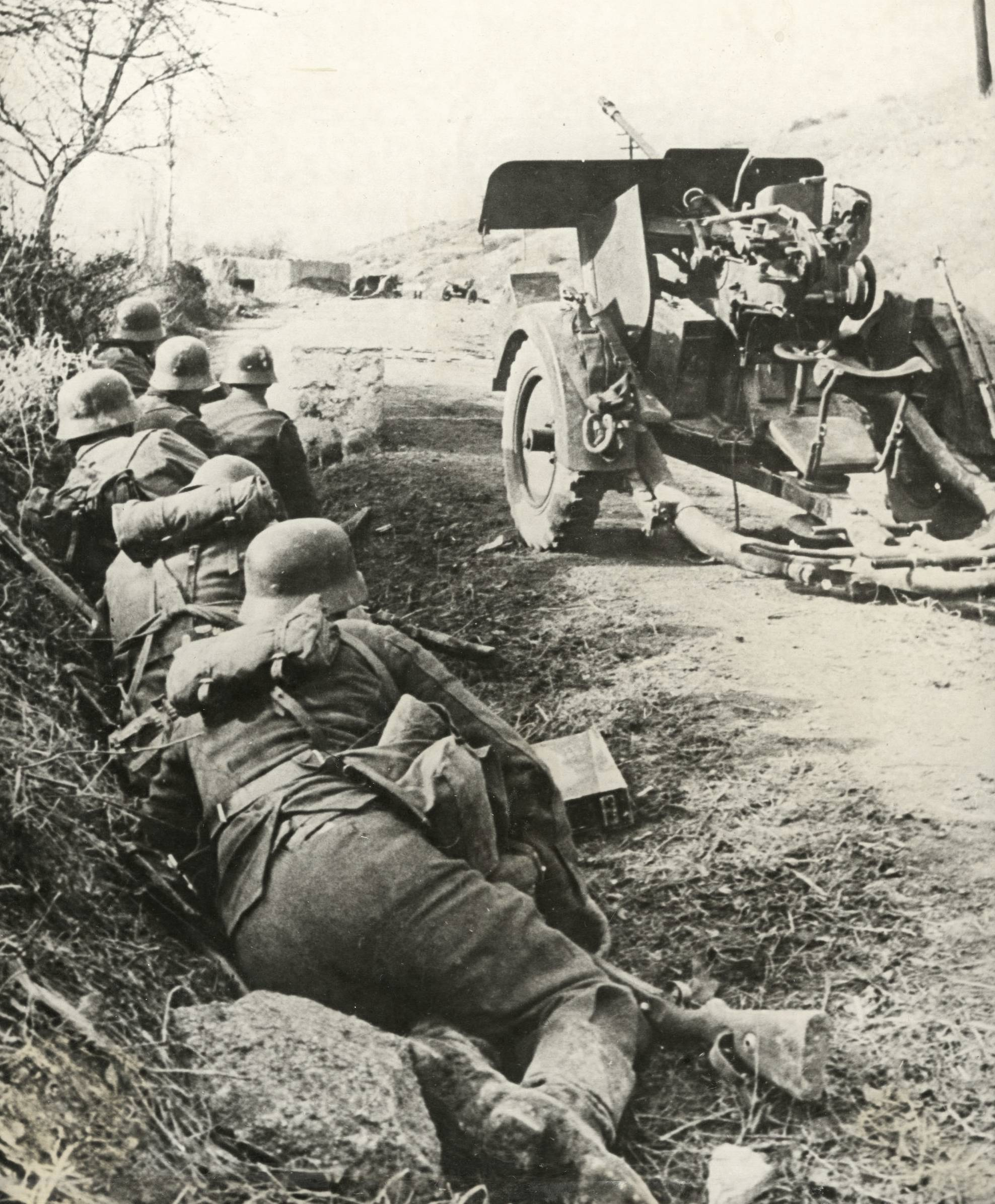
Volontari spagnoli in azione nella regione di Leningrado, data incerta. A destra dei militari si trova un FlaK 38 da 20 mm su affusto campale

Tuttavia la vittoria difensiva aveva avuto un costo elevato: soltanto il 10 febbraio 1943 la Divisione Blu aveva accusato 2 252 vittime, inclusi 1 125 morti secondo una stima al ribasso. Tra il 10 e il 13 febbraio, sui 6 000 effettivi coinvolti nella battaglia di Krasnyj Bor, ben 2 400 risultarono morti, feriti o dispersi e altri 400 circa caddero prigionieri. Il fronte di Volchov, d'altro canto, ebbe perdite comprese tra i 7 000 e i 9 000 uomini che, sommate a quelle degli altri fronti, costrinse a sospendere qualsiasi operazione offensiva nell'area di Leningrado, dove si ritornò a una guerra di posizione come agli inizi del 1942. Il generale Infantes operò solo una leggera modifica al proprio schieramento e piazzò il Regiment 269 attorno Puškin. Da gennaio la divisione, seguendo il corpo d'armata d'appartenenza, era tornata agli ordini della 18. Armee e vi rimase sino alla disattivazione. Il 1º maggio 1943 Infantes fu informato che, dall'inizio dell'anno, la divisione aveva accusato 11 546 perdite tra morti, feriti e dispersi. Solo grazie al ben rodato sistema di rimpiazzi e ricambi la grande unità era potuta risalire a grossomodo 14 000 effettivi.
Gli ultimi mesi di vita operativa della 250. Division furono segnati da sporadiche schermaglie tra pattuglie e dai frequenti tiri dell'artiglieria sovietica, i quali provocarono il 60% dei circa 1 451 feriti registrati in questo periodo.

#### Scioglimento della 250. Division
Nel corso del 1943 lo svolgimento globale della guerra si era progressivamente evoluto in favore degli Alleati e dell'URSS. Dopo Stalingrado ed El Alamein, l'Asse era stato sonoramente battuto in Tunisia, a Kursk la Wehrmacht aveva fallito nel riprendere l'iniziativa e, subito dopo, gli italo-tedeschi non erano riusciti a impedire lo sbarco in Sicilia. Prima della fine del mese Benito Mussolini fu destituito e imprigionato, destando grande impressione nell'opinione pubblica spagnola, già segnata dal rimpatrio di feriti e mutilati e sempre meno credula a una vittoria del fascismo europeo. Addirittura tra i rimpiazzi dell'inizio del 1943 erano apparsi militari di professione per sopperire al drastico calo di volontari. Questi avvenimenti convinsero Franco a muovere i passi necessari per ritirare la vecchia DEV dal fronte orientale e dalla partecipazione attiva nelle ostilità, oltre a fargli comprendere che la sua visione del conflitto (secondo il dittatore formato da tre ben distinti scontri) non era più applicabile alla realtà. Il primo segnale fu la sostituzione, verso la fine del 1942, di Serrano Súñer con Francisco Gómez-Jordana Sousa, noto per le poche simpatie verso i falangisti più estremi. Poi a inizio 1943 il dittatore acconsentì a una serie di incontri con gli ambasciatori delle potenze occidentali, il britannico Samuel Hoare e lo statunitense Carlton Hayes. Hoare produsse un documento ufficiale nel quale elencava le motivazioni alla base di un'inevitabile vittoria degli Alleati e descriveva la divisione di volontari come una damnosa hereditas per la Spagna nel dopoguerra; Hayes, dopo aver manifestato sorpresa per la prospettiva franchista, richiese a Madrid una limpida dichiarazione di neutralità, un freno alla propaganda denigratoria verso gli anglosassoni e il ritiro della Divisione Blu. Franco e i suoi ministri agirono con circospezione per non irritare i tedeschi: il timore di un attacco della Germania per arrivare a Gibilterra, con o senza l'autorizzazione spagnola, era diffuso e in effetti nella primavera 1943 Hitler e Mussolini avevano considerato una simile mossa, in ultimo scartata dal Führer.

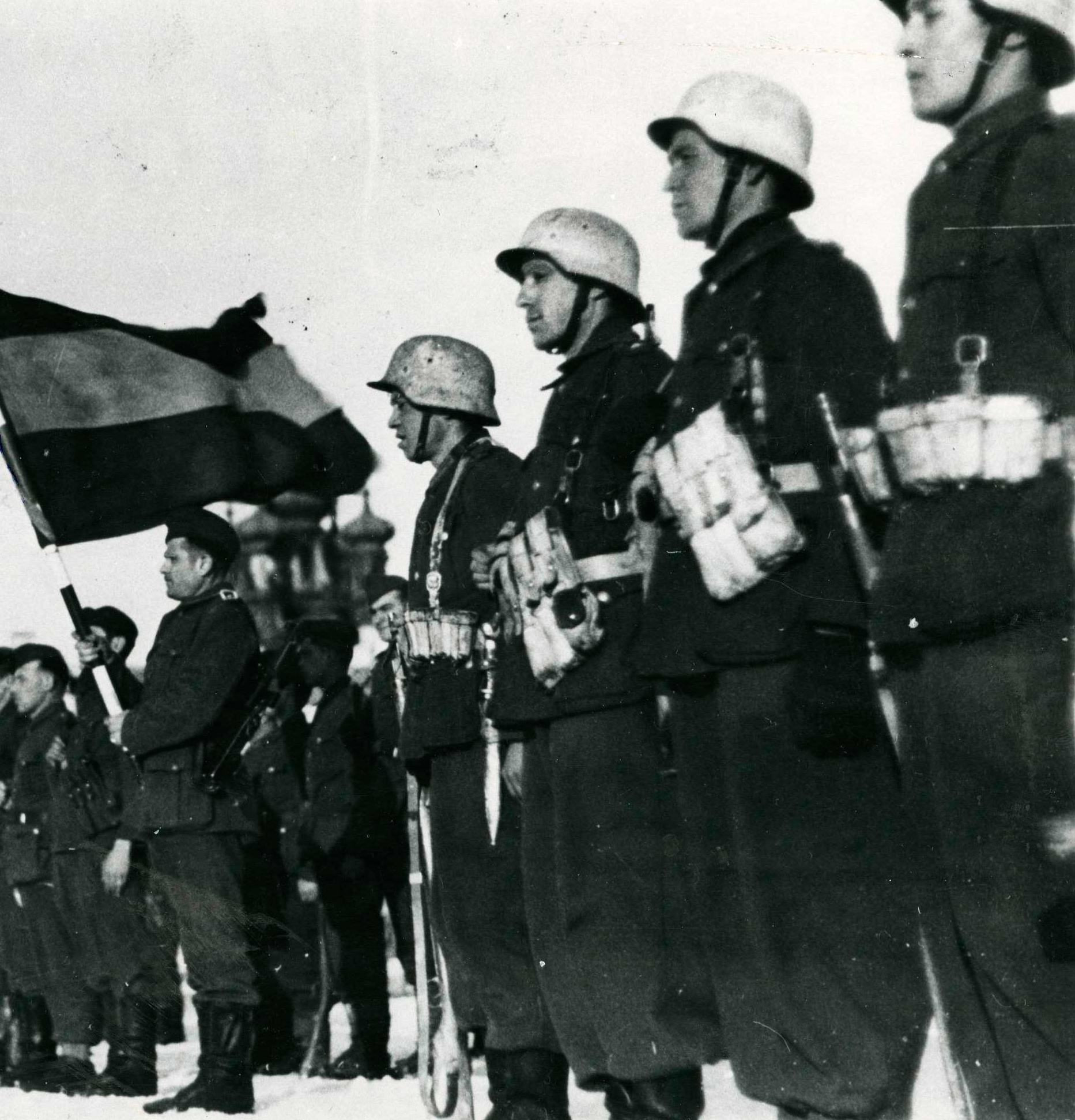
Saluto alla bandiera spagnola nel corso di una cerimonia al comando di Pokrovskaja

Tra settembre e ottobre Franco emanò precisi e segreti ordini per preparare lo scioglimento della 250. Division e rimpatriarne tutti gli effettivi. Nel corso delle tese negoziazioni con Berlino, comunque, convenne con i tedeschi di lasciare sul fronte orientale una "legione spagnola"; in più Franco si premurò di specificare che l'atteggiamento ostile a comunismo, ebraismo e massoneria non sarebbe cambiato. Il 5 ottobre il Generalmajor Infantes, appena insignito della Croce di Cavaliere della Croce di Ferro, fu convocato dal generale Lindemann che lo informò del trasferimento della divisione nei dintorni di Volosovo, in apparenza allo scopo di riprendersi e di addestrarsi in vista di un'offensiva alla scomoda testa di ponte nemica di Oranienbaum; sul settore di 15 chilometri che aveva presidiato presero posto senza clamore reparti della 81. e 123. Infanterie-Division: la segretezza di queste manovre fu scoperta dai sovietici solo una decina di giorni più tardi. Il 13 ottobre Infantes si incontrò nuovamente con Lindemann e apprese in via confidenziale, una settimana prima dell'annuncio formale, che la divisione iberica era destinata a essere presto disattivata e che sarebbe rimasta solo una modesta legione sul fronte orientale. Il giorno seguente Infantes informò le truppe di queste decisioni e della prevista legione, che avrebbe accolto al massimo due migliaia di uomini. La 250. Division cessò ufficialmente di esistere il 20 ottobre 1943, sebbene l'unità comunicazioni rimase in essere ancora sino al 26 ottobre. I veterani e le reclute salirono su sei convogli ferroviari e, prima della fine del mese, il primo gruppo di 4 000 reduci aveva toccato San Sebastián alla frontiera franco-spagnola. Entro Natale il rimpatrio era stato completato, significativamente senza godere di una grande copertura mediatica.

### La Legión Azul
Nel novembre 1943 fu attivata la Legión Azul, al comando dell'Oberst Garcia Navarro e con una consistenza di circa 2 100 uomini, alcuni dei quali ricevettero il preciso ordine di entrarne a far parte. Questa formazione, della grandezza di un battaglione rinforzato, fu stanziata nella zona tra Volosovo e Narva, addestrata e quindi assegnata alla 121. Infanterie-Division per mantenere l'assedio. Il 14 gennaio 1944 l'Armata Rossa dette avvio all'offensiva Leningrado-Novgorod con abbondanti disponibilità di uomini, mezzi e materiali; le operazioni assunsero subito una piega negativa per l'Heeresgruppe Nord che, dopo oltre due anni, levò l'assedio e si dispose a ripiegare nei Paesi baltici. La Legión Azul combatté duramente a Ljuban', senza riuscire a riconquistarla, e poi rifluì con le altre divisioni tedesche verso la vecchia frontiera sovietico-estone, disturbata da attacchi partigiani; raggiunse a fine mese la relativa sicurezza di Luga. Da qui gli spagnoli furono rapidamente spostati in Estonia. Nel frattempo il governo franchista era tornato sotto rinnovate pressioni diplomatiche da parte degli anglo-statunitensi e, il 6 marzo 1944, decretò la fine anche di questa legione, sciolta qualche giorno più tardi: il dittatore, peraltro, era ormai conscio che l'Asse aveva perduto la guerra mondiale. Alcune centinaia di spagnoli non obbedirono però agli ordini e militarono nelle Waffen-SS, oppure si arruolarono ufficialmente nell'Esercito tedesco, ripartiti in piccoli reparti. Furono imitati da diversi connazionali che superarono in clandestinità il confine franco-spagnolo, spesso falangisti dell'ala intransigente, ex membri della Divisione Blu o avventurieri. Compagnie di militari iberici, così, parteciparono all'ultimo anno di guerra sul fronte orientale e una manciata contribuì alla disperata difesa di Berlino, dalla quale in pochi scamparono.

## Bilancio, conclusioni ed eredità

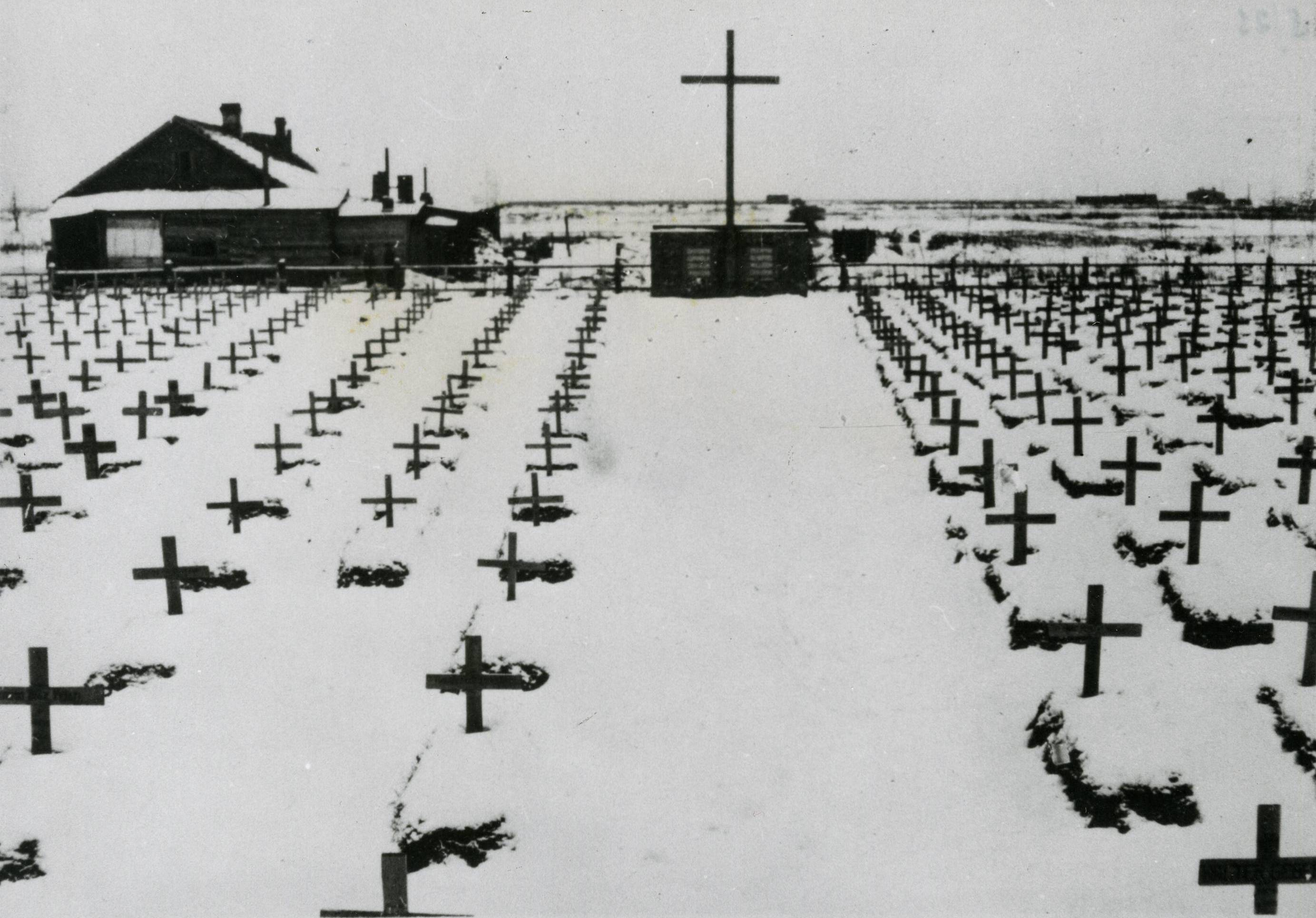
Cimitero di guerra della Divisione Blu a Grigorovo, dove si era stabilito il quartier generale nel 1941-1942

Tra il luglio 1941 e l'ottobre 1943 servirono nei ranghi della 250. Infanterie-Division circa 24 000/fino a 45 500/circa 47 000 uomini. Sulle perdite accusate nel medesimo periodo le fonti sono del pari in disaccordo. Lo storico Krammer indica una stima molto variabile di morti (da 3 934 ad almeno 6 000) e di feriti (tra 8 466 a 15 000, includendo probabilmente i casi di mutilati e congelati), cui si aggiungono 326 dispersi; precisa infine che non esistono dati precisi sul numero di prigionieri spagnoli. Lo storico Payne si appoggia ai registri della Fundación División Azul, che riporta 4 954 morti, 8 700 feriti, 7 800 malati, 2 137 mutilati e invalidi, 1 600 individui colpiti da congelamento e 372 prigionieri. I professori Kleinfeld e Tambs, dell'Università statale dell'Arizona, scrivono che tra morti, feriti, dispersi, malati e così via si arriva a circa 21 000 unità. Una quarta fonte afferma che la divisione ebbe un tasso di perdite del 47% – 22 000 uomini su 46 000 effettivi. La divisione denunciò appena quaranta disertori.

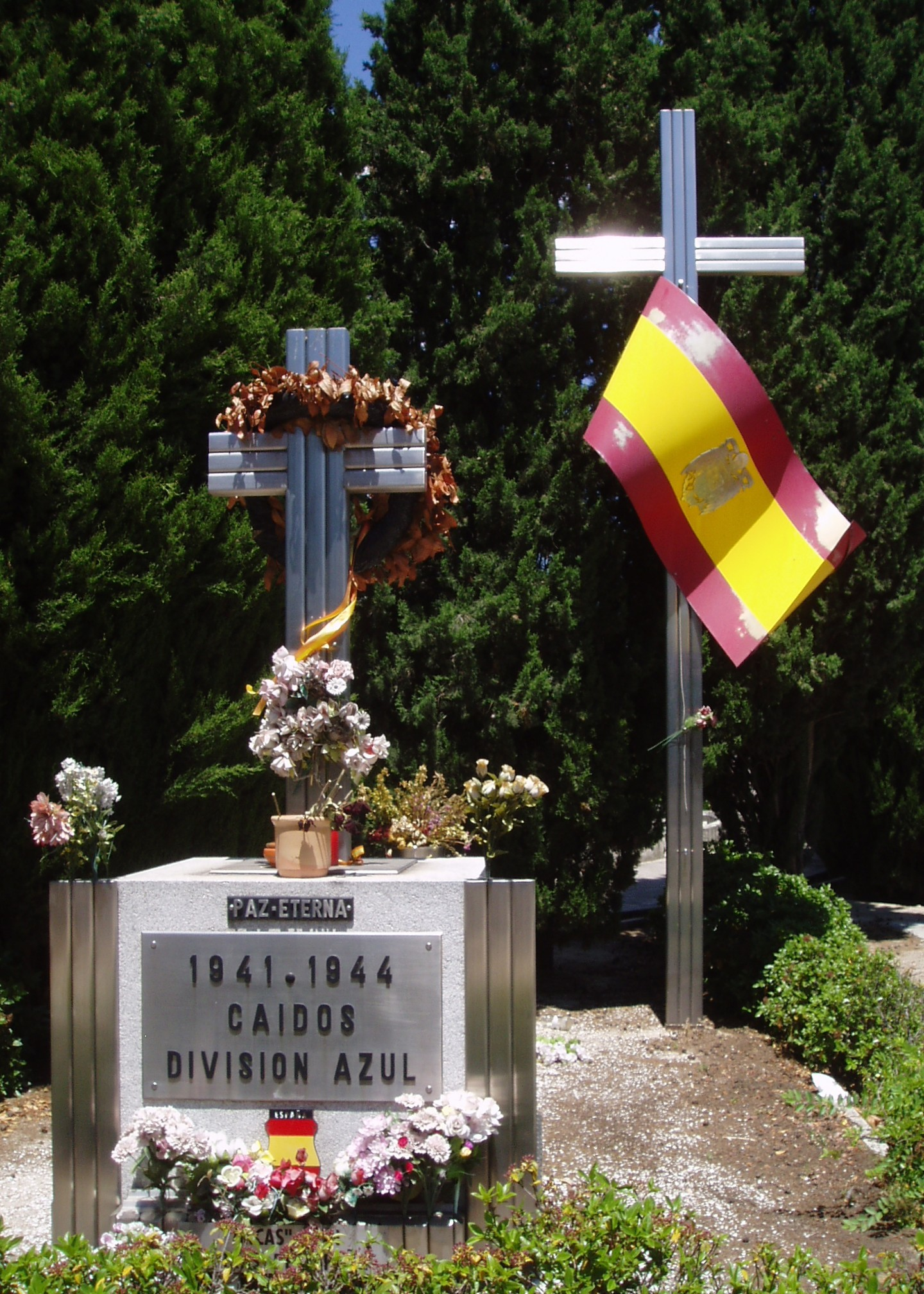
Al Cementerio de la Almudena sorge un monumento commemorativo dei caduti sul fronte orientale: sono ricordati i componenti della Divisione Blu e, si noti, anche di coloro che servirono nella Legión Azul

I veterani tornati in Spagna furono accolti da folle festanti (almeno così affermano i rapporti ufficiali) ma il regime negò loro le promesse fatte nel 1941 e il 29 gennaio 1944 Franco emise un decreto nel quale concesse solo un automatico arruolamento nella Guardia Civil per i sopravvissuti mutilati o invalidi. Se non altro i salari furono regolarmente elargiti e ammontarono a 613,5 milioni di pesetas; inoltre migliaia di ex combattenti riuscirono ad aggiudicarsi una pensione come militari della Wehrmacht e la Germania Ovest versò loro 80 milioni di marchi tra il 1965 e il 1995. Più spinosa fu la questione dei prigionieri iberici in mano all'URSS, con la quale non esistevano relazioni diplomatiche né aveva sussistito uno stato di guerra ufficiale: Franco e il suo fedele ministro della Difesa, generale Grandes, interpellarono ripetutamente Mosca per ottenerne la liberazione, anni durante i quali un quarto dei detenuti morì nel gulag di Boroviči, dove erano stati concentrati quasi tutti. Nel 1954 gli sforzi diplomatici ebbero successo, anche in virtù della morte di Iosif Stalin, e a marzo gli spagnoli furono trasportati a Odessa; da lì furono trasferiti a Istanbul dove li attendeva la Semiramis, una nave affittata dalla Croce Rossa Internazionale, che attraccò il 2 aprile a Barcellona. Le fonti concordano sullo svolgimento dei fatti, ma non sul numero esatto di uomini coinvolti. Krammer parla di 286 spagnoli, compresi ventuno della Legión e di quelli che passarono alle Waffen-SS. Invece Payne indica che, nel 1954, rimpatriarono 248 ex membri della Divisione Blu e quindici aviatori della Squadriglia Blu; seguì nel 1959 l'ultimo gruppo di spagnoli, la cui consistenza non è nota.
La División Azul significò molto per l'opinione pubblica spagnola nel periodo della seconda guerra mondiale, poiché si configurò come una rivendicazione di onore, fedeltà e capacità combattiva messe in dubbio dalla guerra civile. La divisione si ritrovò al centro di una florida letteratura agiografica e celebrativa che minimizzò o passò sotto silenzio i crimini compiuti dai volontari iberici in Russia (per quanto decisamente meno sistematici di quelli perpetrati dai tedeschi), magnificando al contrario l'umanità degli spagnoli anche nei confronti di quello che era ritenuto un mortale nemico – il bolscevismo sovietico. L'accoglienza riservata ai prigionieri liberati ben dopo la fine della guerra testimoniò un attaccamento popolare ai veterani della divisione, rapidamente sfruttato dal regime franchista. La vicenda e le azioni della Divisione Blu servirono infatti a rivitalizzare la Falange nazionalista, a ricompattare il popolo nel nome di una lotta cristiana alla quale la Spagna non poteva che partecipare attivamente e a far passare in secondo piano le gravi difficoltà interne legate alla ricostruzione. Non solo: Franco poté canalizzare le forze più irrequiete e insubordinate del movimento in un'impresa militare all'estero che, ancor più importante, non intaccava direttamente i rapporti diplomatici con le potenze anglosassoni. I risultati ottenuti sul campo, inoltre, ebbero due conseguenze di un certo peso. Madrid estinse qualsiasi tipo di debito con la Germania, specie quello di sangue molto sentito e molto scomodo (i morti della Legione Condor erano stati circa 300); d'altro canto i volontari dettero prova di grande determinazione nel combattimento e, indirettamente, mostrarono sia agli Alleati, sia all'Asse che la Spagna non sarebbe stata una preda facile se uno dei due schieramenti avesse voluto occuparne una parte o la totalità: in particolare questo implicito avvertimento era rivolto alla Germania e a eventuali operazioni contro Gibilterra. Gli ufficiali e i veterani della 250. Infanterie-Division conobbero quasi tutti una ricca carriera nell'Esercito spagnolo del secondo dopoguerra, formarono una sorta di tecnocrazia militare forti dell'esperienza maturata nella guerra moderna e acquisirono grande influenza nelle forze armate franchiste.

## Decorazioni
Complessivamente i volontari della Divisione Blu guadagnarono 2 359 Croci di Ferro di II classe, 138 Croci di Ferro di I classe, due Croci di Cavaliere della Croce di Ferro, due Croci in oro, 2 216 Croci al merito militare e otto Gran Croci laureate dell'Ordine di San Ferdinando (tutte postume). Hitler, inoltre, volle creare una decorazione apposita per la divisione e più in generale per gli iberici che avevano voluto servire sotto le armi tedesche, la Medaglia per i volontari spagnoli nella Wehrmacht.

## Ordine di battaglia
Dati tratti da:
1941-1943
- Stabsdivision
  - Infanterie-Regiment 262 (span)
  - Infanterie-Regiment 263 (span)
  - Infanterie-Regiment 269 (span)
  - Artillerie-Regiment 250 (span)
  - Panzerjäger-Abteilung 250 (span) (attivato il 20 luglio 1941)
  - Aufklärungs-Abteilung 250 (span) (attivato il 20 luglio 1941)
  - Pionier-Bataillon 250 (span)
  - Infanterie-Divisions-Nachrichten Abteilung 250 (span) (attivato il 20 luglio 1941)
  - Infanterie-Divisions-Nachschubführer 250 (span) (attivato il 20 luglio 1941, deputato ai rifornimenti)
  - Verwaltungdienste 250 (amministrazione)
  - Sanitätsdienste 250
    - 1. / Sanitätkompanie 250
    - 2. / Sanitätkompanie 250
    - Feldlazarett 250
    - 1. / Krankenkraftwagenzug 250
    - 2. / Krankenkraftwagenzug 250
    - 3. / Krankenkraftwagenzug 250

  - Veterinärkompanie 250
  - Feldersatz-Bataillon 250 (span) (rimpiazzi, attivato nell'inverno 1941-1942, tre compagnie)

## Nella cultura di massa
- Film I dannati e l'inferno[48] (Embajadores en el infierno)[49], di José María Forqué, basato sul libro Ambasciatore all'inferno (Embajador en el infierno. Memorias del capitán Palacios) di Teodoro Palacios Cueto e Torcuato Luca de Tena, ed. italiana Longanesi & Co., Milano, 1956
- Galubaya divisia. Crónica de la División Azul. Fondo de Estudio Sociales y Documendia Fundación Don Rodrigo, Madrid, 2001